# Justinian and Theodora
Pour plus de détails, voir Fiche technique et Distribution.
Justinian and Theodora est un film muet américain réalisé par Otis Turner et sorti en 1910.

## Fiche technique
- Titre : Justinian and Theodora
- Réalisation : Otis Turner
- Scénario : Elbert Hubbard, d'après l'histoire d'Edward George Bulwer-Lytton
- Producteur : William Selig
- Société de production : Selig Polyscope Company
- Pays d'origine :  États-Unis
- Genre : Film dramatique
- Date de sortie : 
  - États-Unis : 29 décembre 1910

## Distribution
- Hobart Bosworth : Justinien
- Betty Harte : Theodora
- Marshall Stedman
- Bebe Daniels